# 13921 Sgarbini
13921 Sgarbini eller 1985 RP är en asteroid i huvudbältet som upptäcktes den 14 september 1985 av den amerikanske astronomen Edward L.G. Bowell vid Anderson Mesa Station. Den är uppkallad efter Bruno Sgarbini.
Asteroiden har en diameter på ungefär 4 kilometer.